# فيليب لوند
فيليب لوند (بالدنماركية: Philip Lund)‏ (9 مايو 1989 في الدنمارك - ) هو لاعب كرة قدم دانمركي في مركز الوسط. لعب مع بي36 توشهافن وسياتل ساوندرز ونادي فايله واوكلاهوما سيتي أنرجي وKolding FC ‏ وDRB-Hicom F.C. ‏ ونادي  فيون ‏.

## وصلات خارجية
- فيليب لوند على موقع الدوري الأمريكي (الإنجليزية)
- فيليب لوند على موقع قاعدة بيانات كرة القدم.إي يو (الإنجليزية)
- فيليب لوند على موقع Soccerway.com (الإنجليزية)